# Daelim Roadwin
La Roadwin est une moto construite par Daelim Motor. Elle a un moteur de 125 cm3 et est de type Roadster. Deux modèles existent : celui à carburateur et celui à injection. Le premier modèle existant au moins depuis 2004 a été supplanté par le second pour des raisons de normes européennes contre la pollution. 
C'est une moto offrant un rapport qualité-prix intéressant.

## Note(s)
1. ↑  « Moto Museum - Fiche technique de la Roadwin » (consulté le 14 mars 2012)
2. ↑  « Moto Station - Test de la Roadwin »